# Eloisa Cianni

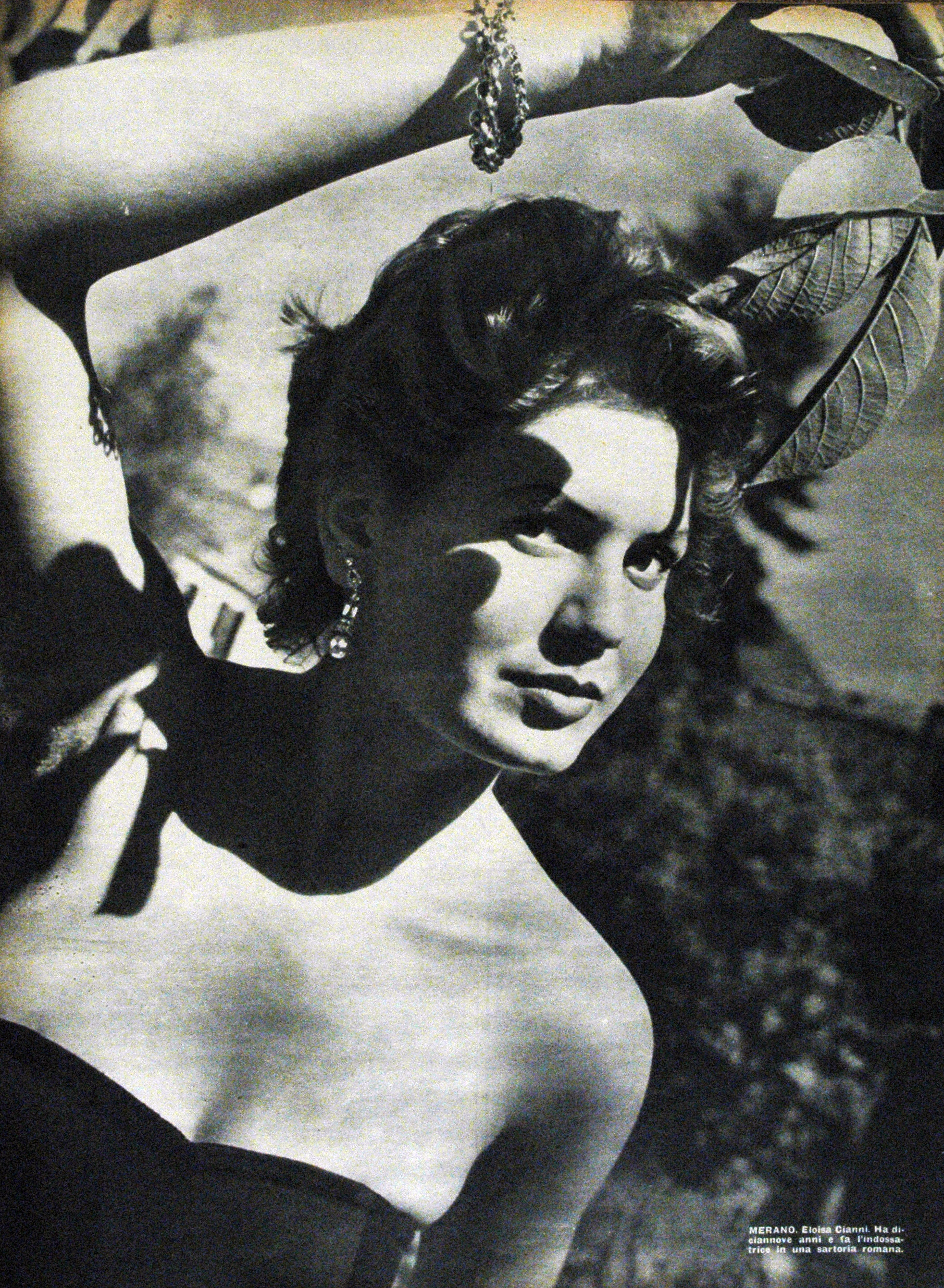
Eloisa Cianni

Eloisa Cianni (eigentlich Aloisa Stukin; * 21. Juni 1932 in Rom) ist eine italienische Schauspielerin und Schönheitskönigin.

## Leben
Cianni, deren bürgerlicher Familienname der ihres polnischstämmigen Adoptivvaters ist, gewann aufgrund ihrer kommunikativen Art und ihres kurvenreichen Erscheinungsbildes die Wahl in Meran zur Miss Italien 1952 und im Jahr darauf in Istanbul den der Miss Europa. In der Folge wurde die blonde, schwarzäugige Cianni unter Vertrag genommen, um in Gianni Franciolinis Episodenfilm Römischer Reigen ihr Schauspieldebüt zu geben. Die kleine Rolle führte zu weiteren Angeboten Mitte der 1950er Jahre; ihre Erfolge blieben jedoch überschaubar, und die Größe ihrer Engagements ließ schnell nach. 1961 beendete sie ihre Filmkarriere.
Sie ist Mutter einer Tochter, führte nach ihrer Filmzeit eine Galerie und malte selbst.

## Filmografie (Auswahl)
- 1953: Römischer Reigen (Villa Borghese)
- 1955: Vier Herzen in Rom (Racconti romani)
- 1958: Der Korsar von Monte Forte (Il pirata dello sparviero nero)
- 1961: Le magnifiche sette